# جیمز نیسمیت
جیمز نیسمیت (به انگلیسی: James Naismith) (متولد ۶ نوامبر ۱۸۶۱، درگذشته ۲۸ نوامبر ۱۹۳۹) پزشک، معلم تربیت‌بدنی، کشیش، مربی ورزش و مخترع اهل کانادا بود. او در سال ۱۸۹۱ برای اولین بار ورزش بسکتبال را ابداع کرد و سپس به‌تنهایی اولین کتاب قوانین بسکتبال را به رشتهٔ تحریر درآورد و برنامهٔ بسکتبال دانشگاه کانزاس را پایه‌گذاری کرد. نیسمیت آنقدر زنده ماند که شاهد جهانی‌شدن این رشتهٔ ورزشی و حضور آن در بازی‌های المپیک تابستانی ۱۹۳۶ برلین و تولد رقابت‌های ملی بسکتبال دانشگاهی و البته جام قهرمانی بسکتبال دسته اول مردان (ان‌سی‌ای‌ای) در سال ۱۹۳۹ باشد.

## اوایل زندگی
جیمز نیسمیت در ۶ نوامبر ۱۸۶۱ در المونت، در استان انتاریو از پدر و مادری اسکاتلندی متولد شد. در طول دوران کودکی، نیسمیت در مدرسه با مشکلات زیادی روبرو بود، اما به کار در مزرعه عشق می‌ورزید و بیشتر اوقات روز را در کنار دوستان با بازی‌های محلی و دسته‌جمعی سپری می‌کرد. در یکی از این بازی‌ها که ریشه در قرون وسطی داشت، بازیکنان در تیم‌های رقیب سعی می‌کردند سنگ‌های چیده‌شده روی هم را با پرتاب سنگ‌های کوچک‌تر فروبیندازند. پس از مدت کوتاهی نیسمیت متوجه شد که پرتاب قوس‌دار و نرم می‌تواند بسیار دقیق‌تر و مؤثرتر از پرتاب محکم و مستقیم باشد؛ همین تجربه در نهایت یکی از کلیدی‌ترین دلایل اختراع بازی بسکتبال بود. مدت زیادی نگذشت که نیسمیتِ نوجوان، پدر و مادرش را از دست داد و چندین سال در منزل خاله و شوهرخاله‌اش زندگی کرد. پس از آن در دبیرستان المونت انتاریو ثبت‌نام کرد و در سال ۱۸۸۳ فارغ‌التحصیل شد.
نیسمیت در همان سال، وارد دانشگاه مک‌گیل در مونترآل شد. اگرچه با ۱۷۸ سانتی‌متر قد و ۷۶ کیلوگرم وزن، جثه‌ای نسبتاً کوچک داشت، اما ورزشکاری بسیار با استعداد و زیرک بود و در رشته‌های فوتبال کانادایی، لاکراس، راگبی (فوتبال آمریکایی) فوتبال و ژیمناستیک به عضویت تیم دانشگاه درآمده بود. او برای تیم فوتبال دانشگاه در مرکز زمین بازی می‌کرد و به‌خاطر نمایش‌های ژیمناستیک خیره‌کننده‌ای که داشت، برندهٔ چندین مدال استانی شده بود. نیسمیت در سال ۱۸۸۸ مدرک لیسانس خود را در رشتهٔ تربیت‌بدنی گرفت و دیپلم علوم دینی خود را نیز در سال ۱۸۹۰ از کالج پروتستانها در مونترآل دریافت کرد. از سال ۱۸۹۱ کار تدریس در رشتهٔ تربیت‌بدنی را آغاز کرد و به اولین مدیر ورزشی مک‌گیل تبدیل شد، اما در ادامهٔ راه تصمیم گرفت مونترآل را ترک کند و برای تدریس در رشته تربیت‌بدنی به مدرسهٔ بین‌المللی YMCA در شهر اسپرینگ‌فیلد ایالت ماساچوست برود.

## کالج اسپرینگ: اختراع بسکتبال

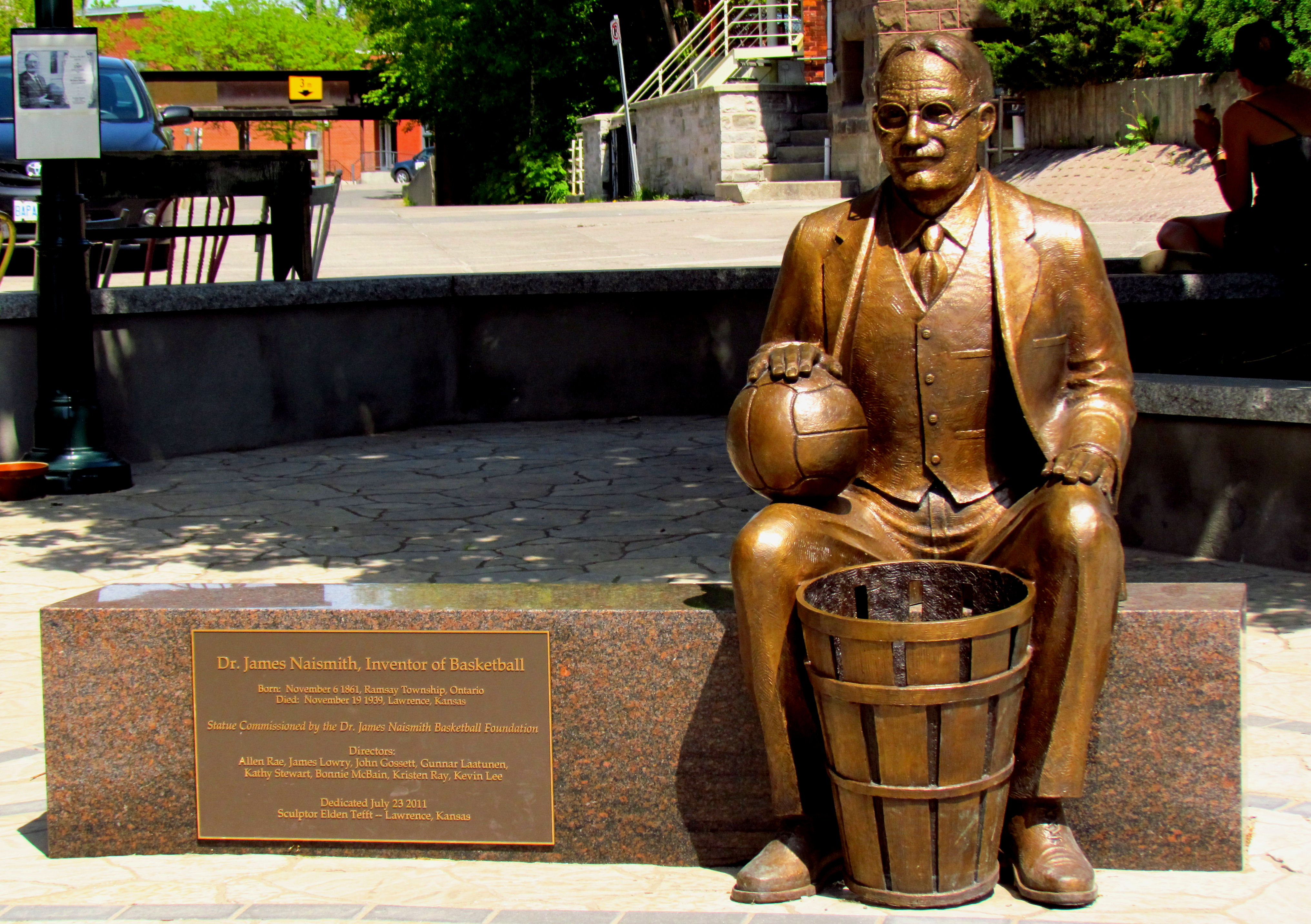
مجسمه جیمز نیسمیت درالمونت، انتاریو

در این مرکز آموزشی، مسئولیت کلاس بسیار بی‌نظمی را به‌عهده گرفت و به‌دلیل سرمای سخت ناحیهٔ «نیو انگلند» مجبور بود در تمام طول زمستان کلاس‌ها را در داخل ساختمان برگزار کند. مشکلات عدیده‌ای که در طول سال برای این کلاس به‌وجود آمد، باعث شد مدیر مرکز برای «ایجاد نظم ورزشی» در میان دانشجویان، تنها ۱۴ روز به نای‌اسمیت فرصت بدهد تا یک بازی داخل سالن ابداع کند. مدیر دانشکده از نیسمیت خواست تا بازی ابداعی احتیاج به فضای زیادی نداشته باشد، دانشجویان برای حفظ سلامت در آن دوندگی زیادی داشته باشند، و البته بیش از هر چیز برای همه عادلانه و از خشونت نیز به دور باشد.
در مسیر ابداع این بازی جدید، سه ایدهٔ اصلی نیسمیت را هدایت می‌کردند. اول اینکه با بررسی بازی‌های تیمی محبوب در آن دوران (هاکی، راگبی، لاکراس، فوتبال و بیس‌بال) نای‌اسمیت متوجهٔ خطر استفاده از توپ شد و تصمیم گرفت از نرم‌ترین و ایمن‌ترین توپ ممکن، یعنی توپ فوتبال استفاده کند. در قدم دوم متوجه شد بیشتر برخوردها در لحظهٔ دویدن با توپ و دریبل زدن اتفاق می‌افتد و برای کاهش برخوردها تصمیم گرفت پاس دادن را اجباری کند؛ و در پایان، تصمیم گرفت دفاع از گل را غیرقانونی اعلام کند تا برخوردها به حداقل برسد و هدف را در محلی بالاتر از سر بازیکنان قرار دهد. پس از آن نام بازی جدید را «بسکتبال» گذاشت و ۱۳ قانون پایه برایش تعریف کرد.
بالاخره اولین بازی تاریخ بسکتبال در ماه دسامبر سال ۱۸۹۱ انجام شد. برخلاف بسکتبال مدرن، در ابتدا هر تیم متشکل از ۹ بازیکن بود که یک توپ فوتبال در دست داشتند و به‌جای پرتاب به سمت حلقه، باید توپ را داخل سبدهای هلو می‌انداختند. او در یادداشتی شخصی، اولین بازی بسکتبال تاریخ را این‌گونه شرح می‌دهد: «آقای استابینز سبدهای هلو را به سالن آورد و من آن‌ها را روی لبه‌های دیوار که حدود ۳ متر از زمین فاصله داشتند در دو سوی سالن محکم کردم. بعد ۱۳ قانون را روی تخته‌ای پشت سر معلم نوشتم و در حالی که توپ فوتبال در دستم بود، منتظر ورود بچه‌های کلاس به سالن شدم… بچه‌ها خیلی هیجان‌زده نبودند، اما با دقت به توضیحاتم گوش دادند… بعد من توضیح دادم که چطور باید توپ را داخل سبد بیندازند… بیشتر خطاها زمانی رخ می‌داد که بچه‌ها سعی می‌کردند توپ را به‌دست بگیرند و به‌سمت سبدها بدوند، البته هل دادن فرد صاحب توپ هم کم پیش نمی‌آمد.» برخلاف بسکتبال مدرن، در قوانین اولیه چیزی به نام دریبل وجود نداشت و تنها راه جلو بردن توپ در زمین پاس دادن به هم‌تیمی‌های در حال دویدن و از بالای سر بازیکنان حریف بود. بعد از به ثمر رسیدن هر گل، بازی دوباره با جامپ‌بال از وسط زمین شروع می‌شد.

## دانشگاه کانزاس
در سال ۱۸۹۲ بسکتبال به‌قدری در میان دانشجویان محبوب شده بود که روزنامهٔ محلی در مقاله‌ای تحت عنوان «یک بازی جدید» از همگان درخواست کرده بود به این بازی «نیسمیت بال» بگویند، اما خود نیسمیت این پیشنهاد را رد کرد. پس از آن نیسمیت از اسپرینگ‌فیلد به دِنور رفت، پس از اتمام تحصیلاتش در رشتهٔ پزشکی به دانشگاه کانزاس پیوست و برنامهٔ بسکتبال مردان دانشگاه کانزاس را به‌صورت رسمی پایه‌گذاری کرد. نیسمیت در ابتدا به‌عنوان مربی بسکتبال شناخته نمی‌شد و بیشتر نقش مدیر و مربی تربیت‌بدنی را به‌عهده داشت؛ اما پس از مدتی هدایت تیم بسکتبال دانشگاه کانزاس را به‌عهده گرفت. حریفان اصلی تیم بسکتبال کانزاس در آن دوران عبارت بودند از تیم‌های YMCA، تیمی که با سفرهای خود به نواحی مختلف ایالات‌متحده نقش مهمی در تولد بسکتبال بازی کرد، دانشگاه «هاسکِ ایندین نِیشن» و دانشکدهٔ «جول ویلیام». دوران مربیگری نیسمیت چندان درخشان نبود و حتی نتوانست تیمش را در نیمی از بازی‌ها به پیروزی برساند (۵۵ پیروزی در ۱۱۵ بازی).
با شروع قرن بیستم تعداد دانشکده‌های شرق آمریکا به اندازه‌ای رسیده بود که بتوان اولین مسابقات قهرمانی بین دانشگاهی را سازمان‌دهی کرد. اگرچه این ورزش هرروز گسترش بیشتری پیدا می‌کرد، اما خود نیسمیت دیگر علاقه‌ای به انجام آن نداشت و فقط قدری نسبت به آن کنجکاو بود و برای ورزش بیشتر ترجیح می‌داد به رشته‌های ژیمناستیک و کشتی بپردازد.

## میراث
نیسمیت مبدع بسکتبال بود و ۱۳ قانون اولیهٔ این ورزش را به رشتهٔ تحریر درآورد. تالار مشاهیر بسکتبال در اسپرینگفیلد ماساچوست به افتخار او «نیسمیت» نام‌گذاری شده است و یادبودهایی از او، اولین‌هایی بود که در سال ۱۹۵۹ وارد این تالار شد؛ پس از آن نام او به‌عنوان یکی از اعضای مهم وارد بسیاری از تالارهای مشاهیر بسکتبال در سراسر جهان، و به خصوص در آمریکای شمالی شد.
اتحادیهٔ ملی ورزش دانشگاهی همه‌ساله جایزه‌ای را تحت عنوان «جایزهٔ نیسمیت»، به بهترین بازیکنان و مربیان اهدا می‌کند. جام قهرمانی بسکتبال جهان به افتخار او، «جام جیمز نیسمیت» نامیده می‌شود.
شهر زادگاه او، یعنی المونت در انتاریو به افتخار او هر ساله شاهد رقابت بسکتبال سه‌نفره در تمام رده‌های سنی است.
امروزه بیش از ۳۰۰ میلیون نفر در سراسر دنیا بسکتبال بازی می‌کنند، و این ورزش به یکی از محبوب‌ترین ورزش‌های تیمی جهان تبدیل شده است. در آمریکای شمالی برخی از بزرگ‌ترین ورزشکاران قرن بیستم در این رشتهٔ ورزشی فعالیت داشته‌اند. بزرگ‌ترین بسکتبالیست تاریخ، یعنی مایکل جردن در رأی‌گیری صورت‌گرفته توسط شبکه ای‌اس‌پی‌ان و آسوشیتدپرس، به ترتیب اولین و دومین ورزشکار آمریکای شمالی در قرن بیستم لقب گرفت؛ دو بسکتبالیست دیگر یعنی ویلت چمبرلین و بیل راسل هم در میان ۲۰ ورزشکار برتر قرن قرار گرفتند.
در دسامبر سال ۲۰۱۰ قوانین اولیهٔ بسکتبال که توسط جیمز نیسمیت در سال ۱۸۹۱ نوشته شده بود و سند تأسیس رشتهٔ بسکتبال در جهان محسوب می‌شد، در حراجی‌ای در نیویورک به مزایده گذاشته شد و در نهایت یک میلیاردر بانکدار به‌نام «دیوید جی‌بوث» که فارغ‌التحصیل دانشگاه کانزاس بود، توانست آن را به مبلغ ۴٬۳۳۸٬۵۰۰ دلار بخرد تا این سند به گران‌قیمت‌ترین یادگار تاریخ ورزش در جهان بدل شود؛ دیوید بوث در نهایت این سند را به دانشگاه کانزاس اهدا کرد.

## زندگی شخصی
او در سال ۱۸۹۴ با «ماود اِوِلین شِرمان» ازدواج کرد که حاصلش سه دختر و دو پسر بود. نیسمیت تا پایان عمر به‌عنوان یک کشیش پروتستان فعالیت‌های مذهبی خود را ادامه داد و در کنار آن عضو فراماسون هم بود. او در سال ۱۹۲۵ تابعیت ایالات‌متحده را پذیرفت و در نهایت ۱۴ سال بعد در سن ۷۸ سالگی در منزل خود در لورنس، کانزاس از دنیا رفت و جسدش در کنار همسر فقیدش در قبرستان پارک یادبود در شهر لورنسِ کانزاس به خاک سپرده شد.